# Maj Klasson
Maj Klasson, född 1936, är en svensk professor emerita i biblioteks- och informationsvetenskap. Klasson disputerade 1984 på avhandlingen Högskolebibliotek i förändring. Hon var Högskolan i Borås första kvinnliga professor och dekanus, och fick därför högskolans jämställdhetspris 2002.